# 原岡桟橋
原岡桟橋（はらおかさんばし）は、千葉県南房総市富浦町原岡地先にある木製の桟橋である。正式名称は「岡本桟橋」。

## 概要
大正時代に魚の水揚げのために整備された桟橋で、1961年に漁港が移転するまで使用されていた。現在は、夕日を楽しめる観光スポットであり、好天時には遠方に富士山を眺めることもできる。テレビCMなどの撮影地にもなっている。

## ギャラリー

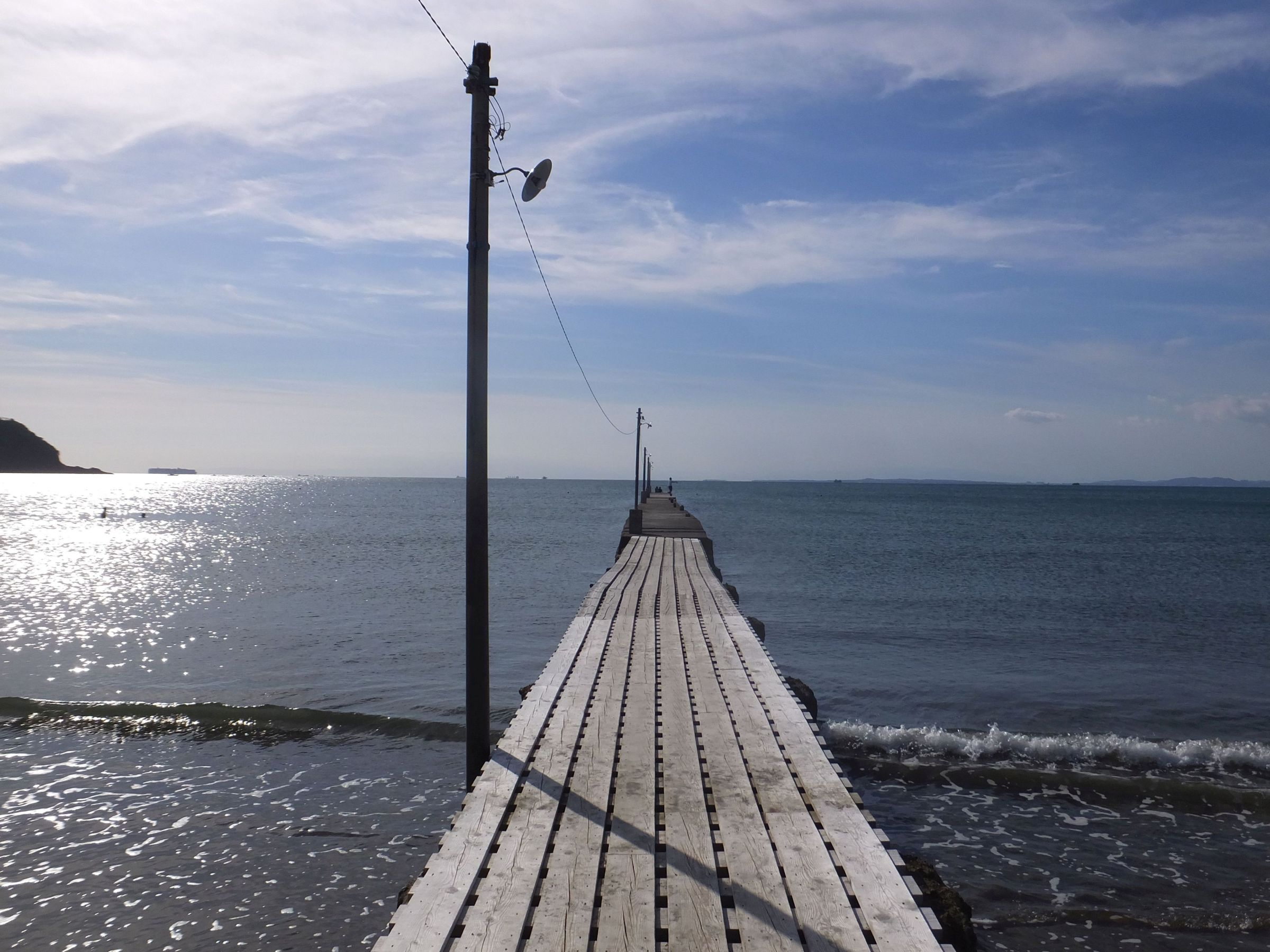
手前から
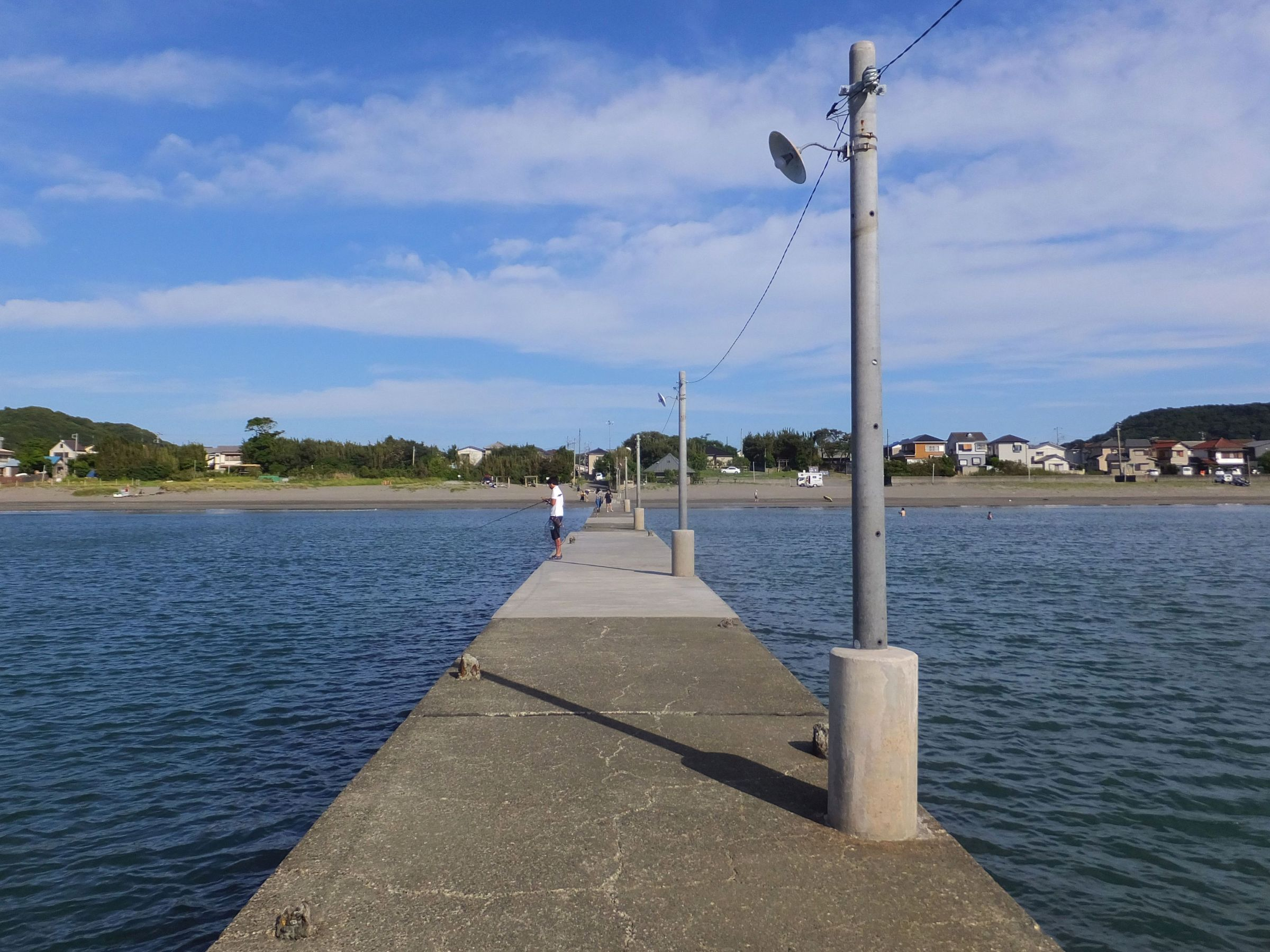
先端から

## 交通アクセス

### 自動車
富津館山道路 富浦IC

### 鉄道
JR内房線 富浦駅